# Liste der Monuments historiques in Camps-sur-l’Isle
Die Liste der Monuments historiques in Camps-sur-l’Isle führt die Monuments historiques in der französischen Gemeinde Camps-sur-l’Isle auf.

## Liste der Objekte
| Bezeichnung | Beschreibung          | Standort                       | Kennzeichnung | Schutzstatus | Datum | Bild |
| ----------- | --------------------- | ------------------------------ | ------------- | ------------ | ----- | ---- |
| Glocke      | Bronze, 1583 gegossen | in der Kirche St-Pierre (Lage) | PM33000431    | Classé       | 1942  |      |